# Locris latior
Locris latior är en insektsart som beskrevs av Jacobi 1910. Locris latior ingår i släktet Locris och familjen spottstritar. Inga underarter finns listade i Catalogue of Life.